# 그래! We're ALIVE
소다! We're ALIVE(そうだ! We're ALIVE 그래! 위아 얼라이브[*])는 2002년 2월 20일에 발매된 모닝구무스메의 열네 번째 싱글이다.

## 개요
- 야구치 마리가 처음으로 센터 포지션을 맡은 곡이다.

- TBS 《솔트레이크시티 올림픽》 주제가이며, 아베 나츠미는 이즈미 모토야와 함께 올림픽 프로그램 캐스터를 맡았다.

- 커플링곡 "모닝 커피 (2002version)"는 파트를 바꾼 셀프 커버곡이다.

- 층쿠♂ 베스트 작품집 (상) 샤란Q~모닝구무스메~ 층쿠♂ 연예계 생활 15주년 기념 앨범~에 수록되었으며, 부록인 북클릿에는 이 곡의 파트가 게재되었다.

## 수록곡
1. そうだ! We're ALIVE
작사, 작곡 : 층쿠 / 편곡 : 댄스☆맨
2. モーニングコーヒー(2002version)
작사, 작곡 : 층쿠 / 편곡 : 스즈키 슌스케
3. そうだ! We're ALIVE (Instrumental)

## 참여 뮤지션
※괄호는 트랙 번호
- 댄스☆맨 & THE BAND☆MAN (1)
  - D.J.ICHIRO - 턴테이블
  - WATA-BOO - 키보드
  - JUMP MAN - 기타
  - HYU HYU - 그럼
  - STAGE CHAKKA MAN - 퍼커션
  - RELIEF○MAN - 베이스 기타, 기타
- 층쿠 - 코러스 (1, 2)
- 에구치 노부오 - 드럼 (2)
- 오키야마 유지 - 베이스 기타 (2)
- 스즈키 슌스케 - 기타 (2)
- 나카니시 야스하루 - 피아노 (2)
- 가와이 다이스케 - 키보드 (2)
- 다이 모토요시 - 탬버린 (2)

## 차트
- 플래티넘 (일본 레코드 협회)
- 주간최고순위 1위 (오리콘 차트)